# Балада
Баладата е поетическо лирико-епично произведение с фантастичен сюжет, обикновено от народните легенди и предания.
В националните езици съществуват различни значения на термина. Паралелно с това произведенията, които днес се смятат за балади, имат различни исторически корени.
В българската традиция се говори за народни балади (фолклорни песни с фантастични мотиви) и авторски / литературни балади. Често литературната балада развива мотиви и образи, почерпени от фолклора (напр. ранения, но неумиращ юнак, дивите животни и самодивите в „Хаджи Димитър“ от Хр. Ботев), или представлява авторска преработка на народна балада (напр. „Изворът на Белоногата“ от П. Р. Славейков или „Чумави“ от П. П. Славейков).
Спецификата на баладата се състои в прекрачване на установените социални и морални граници, което води до тайнствена намеса на външни, най-често злокобни сили. Класическата представа за баладата я свързва с пеене, често с музикален съпровод и танци.

## В балканския фолклор
В творчеството на балканските народи се срещат множество сходни мотиви и образи. Това говори за древните корени на баладата на Балканския полуостров и за популярността на този род песни.
Широко разпространен на Полуострова е мотивът „вградена невяста“, срещащ се в български, сръбски, румънски, гръцки балади. Този мотив е вариант на общия мотив за вграждането – заздравяване на строеж чрез жертва. При мотива за вградена невяста се разказва за постройка (мост, църква, манастир), която денем се гради, а нощем се руши по необясними причини. За да се свали прокобата, се действа според древно поверие – да се „вгради“ жив човек или неговата сянка в строежа. Вграждането обикновено се осъществява против волята на вградения, понякога дори без неговото знание. Вграденият човек (най-често любима или млада съпруга на някой от зидарите) умира скоро след неговото вграждане. Пример за българска балада, развиваща този мотив, е „Троица братя град градяха“. В румънския фолклор е широко позната легендата за Майстор Манол, в гръцкия – баладата „Мостът на Арта“.

## В Западна Европа
Баладата се заражда през XIII в. в Южна Франция отначало като жанр на рицарската поезия. На британска земя се появява към края на Средновековието, вероятно през XV в., когато менестрелите, чието социално положение и търсене рязко спадат, започват да предлагат на по-широка публика своето разказваческо изкуство, като използват народни песни, опиращи се върху симетрично изграден сюжет в опростени четиристишия.
От XVIII в. започва събирането и издаването на народни балади.
През Романтизма (кр. XVIII – XIX в.) жанрът се превръща в знак за уникално народно творчество, паметник на героичното минало и отразител на народния дух. Редица автори популяризират баладата чрез свои преработки и оригинални творби: в Германия Й. В. Гьоте („Горският цар“), Фр. Шилер („Ръкавицата“), Л. Уланд („Проклятието на певеца“), в Шотландия – Р. Бърнс, в Англия – С. Колридж, в Русия – В. А. Жуковски („Светлана“), А. С. Пушкин („Песен за мъдрия Олег“), М. Ю. Лермонтов („Бородино“), в Полша – А. Мицкевич (сбирката „Балади и романси“).

## В българската литература
Българските автори черпят от постиженията както на европейските творци, така и от традицията на народните балади. Жанрът е престижен още през Възраждането (напр. Н. Геров – „Стоян и Рада“, Р. Жинзифов – „Кървава кошуля“, П. Р. Славейков – „Изворът на Белоногата“, Хр. Ботев – „Хаджи Димитър“). След Освобождението на България и през ХХ в. баладата продължава да бъде популярен жанр (Ив. Вазов – „Клепалото бие“, „Кулата“, „Легенди при Царевец“, Пенчо Славейков – „Чумави“, „Неразделни“, К. Христов – „Русалка“, А. Разцветников – „Удавници“, Н. Хрелков – „Среднощна коситба“, М. Исаев – „Балада за живата песен“).

## Значения на термина
Освен като лирико-епично произведение с фантастичен сюжет със своите разновидности на народна и литературна балада, понятието притежава богати нюанси в европейските езици, напр.:
- в най-общ смисъл: съчетание от думи, предназначени за някаква мелодия, включително безсмислени стихове в съчетание с позната мелодия[3]
- песен с повествователен характер. Първоначално такива песни са били вокално-инструментален съпровод към някой танц[4]
- с уточненията шотландска балада, френска балада, насочващи към строгите характеристики на жанра в отделната национална традиция.[5]

Във всички употреби на понятието до днес продължава да се съдържа идеята за песен, изпълнявана пред широка публика.

## Баладична опера
Баладичната опера е типично английска форма, съчетаваща драматичен диалог с музика и песни. Пръв пример за баладична опера е „Операта на просяка“ (1728) на Джон Гей, която е вдъхновила кабаретните опери от 20 век на Бертолт Брехт и Курт Вейл. Баладните строфи обикновено са редуващи се ямб тетраметър и ямб пентаметър, въпреки че това не е задължително.

## Популярна песен
През втората половина на ХХ век в България терминът „балада“ приема значението на популярна песен с романтичен или сантиментален характер, най-често в бавно темпо. Практически всяко вокално или инструментално произведение с повествователен характер може да се окачестви като „балада“.